# San Giorgio di Lomellina
San Giorgio di Lomellina – miejscowość i gmina we Włoszech, w regionie Lombardia, w prowincji Pawia.
Według danych na rok 2004 gminę zamieszkiwały 1202 osoby, 48,1 os./km².